# Illusion de Orbison

Illusion de Orbison

L'illusion de Orbison est une illusion d'optique qui a été décrite pour la première fois par le psychologue William Orbison en 1939. Le carré apparait déformé. L'arrière-plan nous donne l'impression d'être dans une sorte de perspective. Notre cerveau voit la forme déformée. Il s'agit d'une variante de l'illusion de Wundt et de l'illusion de Hering.

## Autres exemples

Distorsion carrée par des cercles concentriques
Distorsion du cercle par des lignes radiales
Distorsion carrée par poutres